# Île de Zhujiajian
L'île de Zhujiajian est une des îles principales de l'archipel de Zhoushan, dans le district de Putuo. L'île de Zhujiajian a une superficie de 75.84 km² pour une population de 27 981 habitants[réf. nécessaire].